# Anthurium longistamineum
Anthurium longistamineum är en kallaväxtart som beskrevs av Adolf Engler. Anthurium longistamineum ingår i släktet Anthurium och familjen kallaväxter. Inga underarter finns listade.